# Ulrich Petersen (Historiker)
Ulrich Petersen (auch: Ulrico Petersen) (* 1656 in Schleswig; † 6. April 1735 in Schleswig) war ein vermögender unverheirateter Rechtsanwalt, der sich von 1695 bis 1735 der Erforschung der schleswig-holsteinischen Geschichte widmete.

## Leben
Im Jahre 1656 in der Stadt Schleswig, der Residenz der Gottorper Herzöge, als Sohn eines angesehenen Kaufmanns und Ratsherren geboren, besuchte Ulrich Petersen unter den Rektoren Joachim Rachel und Abel Finckius bis zu seinem achtzehnten Lebensjahre die Domschule Schleswigs, um sich dann auf deutschen Universitäten dem Jura-Studium zu widmen. Ein für jene Zeit beträchtliches Vermögen, das sein Vater ihm hinterließ, machte es ihm möglich neben dem Studium durch weite Reisen „fremder Völker Sprachen, Sitten und Gebräuche kennen zu lernen“. Im Jahre 1664 verließ er seine Heimat und weilte während der langjährigen Zwistigkeiten zwischen seinem Landesherrn, dem Herzog Christian Albrecht, und dem König Christian V. von Dänemark in der Fremde. Er hielt sich zunächst in Braunschweig und Weißenfels auf, studierte in Jena und Altorf, besuchte längere Zeit Augsburg und Regensburg, um dann vom Jahre 1678 an seine Studien in Frankreich fortzusetzen. Nach dreijährigem Aufenthalt in Paris, Caen, Bourges, Marseille, Avignon begab er sich nach Italien, besuchte Siena, weilte zum Studium von Altertümern und Kunstschätzen in Rom, Florenz, Neapel, Bologna, Venedig, Mailand und kehrte im Jahre 1683 nach zweijährigem Aufenthalt in Italien, wohl auf die Kunde von dem hergestellten Frieden daheim, über Frankreich in seine Vaterstadt zurück, ohne jedoch hier lange Ruhe zu finden. Die Flucht des Herzogs Christian Albrecht, die schwere Belastung Schleswigs durch dänische Einquartierung und Contribution, die Einverleibung der gottorpischen Besitzungen im Herzogtum Schleswig durch den König Christian, die Huldigung, welche Rat und Bürgerschaft dem neuen Landesherrn am 6. Juli 1684 leisten mussten, trieben Ulrich Petersen schon 1684 wieder in die Ferne. Er begab sich zunächst in die Niederlande und von dort nach England, wo er im Juli 1685 die Krönung Jacobs II. und die Revolte und Hinrichtung des Herzogs von Monmouth miterlebte; dann zog er wieder nach Frankreich, wo er zwei Jahre verweilte, um 1687 noch mitten im Kriege nach Schleswig zurückzukehren. Kaum hatte er hier während eines ungefähr zweijährigen Aufenthalts auf Grund seiner Tagebücher seine Reiseerlebnisse ausgearbeitet, als seine Wanderlust von neuem erwachte. Vom Jahre 1689 an durchzog er Dänemark, Schweden, Livland, Kurland und Preußen und gelangte erst 1695 wieder in die Heimat. Hier ruhte er von der Wanderschaft aus und gab sich gelehrten historischen Studien hin. Er blieb unverheiratet, suchte kein Amt und war auch nicht als Jurist tätig. 
Das Hauptergebnis seiner geschichtlichen Studien war die Geschichte seiner Vaterstadt Schleswig, woran er fast vierzig Jahre (1695–1735) Lebens gearbeitet hatte. Nachdem er die Glanzzeit des Gottorper Hauses in seiner Jugend miterlebt hatte, empfand er schmerzvoll, dass Schleswig nach Vertreibung der Herzöge zu einer Provinzialstadt herabgesunken war. 

## Werk
Ulrich Petersen verfasste eine fünfbändigen Chronik über die Geschichte von Schleswig und Umgebung. Diese Beschreibung „der Durchlauchtigsten Herren Herzögen von Holstein-Gottorp Haupt- und Residenz-Stadt Schlesewig“ ist nicht bloß eine Chronik seiner Vaterstadt, sondern zugleich auch ein Denkmal seines Herrscherhauses. Freilich genügen die Arbeiten heutigen Ansprüchen nur in geringem Maße. Doch ist die Aufarbeitung in Form einer weitschichtigen, rohen Materialiensammlung wegen der zahlreich darin enthaltenen urkundlichen Nachrichten und Abschriften von verlorenen Diplomen auch für die heutige Forschung von Wert. Das handschriftliche Original liegt seit 1761 im Königlichen Reichsarchiv in Kopenhagen; es existieren einige Kopien davon. Die Chronik wird oft zitiert, obwohl sie noch nie vollständig herausgegeben wurde. 
Die Gesellschaft für Schleswiger Stadtgeschichte hat sich vorgenommen, diese herauszugeben. Den ersten der fünf Bände hat eins ihrer Mitglieder, der Altphilologe Hans Braunschweig, Studiendirektor i. R., bearbeitet, das heißt den Text in eine lesbare Schrift übertragen, viele lateinische Zitate übersetzt und erläutert und den ungewohnten Satzbau der heutigen Form angepasst. Gemeinsam mit Hans Wilhelm Schwarz wurde es 2006 herausgegeben.

## Wohnhaus
An dem Wohnhaus von Ulrich Petersen in Schleswig, Lange Straße 10, befindet sich seit 2007 eine Gedenktafel, die an ihn erinnert.